# Hertha Bengtson
Hertha Antonia Bengtson, född 4 april 1917 i Ysane församling i Blekinge län, död 14 november 1993 i Brunnby församling i Malmöhus län, var en svensk keramiker och glaskonstnär.

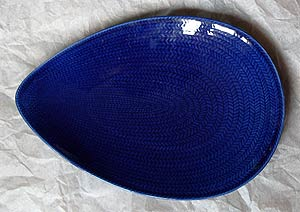
Ur Blå eld-serien.

Bengtson studerade i Paris vid Académie de la Grande Chaumière. Hertha Bengtson var verksam vid bland annat Hackefors porslinsfabrik 1937–1941, Rörstrands Porslinsfabrik 1941–1964/65, Andersson & Johansson i Höganäs 1965–1969 och Strömbergshyttan från 1990. Under 1970-talet arbetade hon även i Tyskland, vid Thomasfabriken inom Rosenthalkoncernen. År 1950/1951 skapade hon för Rörstrand servisen "Blå eld", som blev hennes genombrott som formgivare, och 1956 "Koka". Bengtson finns representerad vid bland annat Nationalmuseum i Stockholm.